# Kammålla
Kammålla (Dysphania cristata) är en amarantväxtart som först beskrevs av Ferdinand von Mueller och som fick sitt nu gällande namn av Sergej Mosyakin och Steven Earl Clemants. 
Kammålla ingår i släktet doftmållor och familjen amarantväxter. Inga underarter finns listade i Catalogue of Life.